# Gabriele Angella
Gabriele Angella (Florence, 28 april 1989) is een Italiaans voetballer die doorgaans als centrale verdediger speelt. Hij verruilde Watford in juli 2016 transfervrij voor Udinese.

## Clubcarrière
Angella werd in 2008 bij het eerste elftal van Empoli gehaald. Hij debuteerde daarvoor op 13 september 2008 in de Serie B, tegen UC AlbinoLeffe. In twee seizoenen speelde hij 51 wedstrijden voor Empoli. Op 31 augustus 2010, de laatste dag van de zomerse transferperiode, legde Udinese hem samen met Diego Fabbrini vast. In zijn eerste seizoen hier kwam hij tot acht wedstrijden. In juli 2011 werd Angella uitgeleend aan Siena. In januari 2012 werd hij uitgeleend aan Reggina, waarvoor hij negentien wedstrijden speelde.
Angella verruilde Udinese in 2013 voor Watford, op dat moment actief in de Championship. In 2015 promoveerde hij met de club naar de Premier League. Hij verlengde in juli 2015 zijn contract bij Watford vervolgens tot medio 2020. De club verhuurde hem twee maanden later voor een jaar aan Queens Park Rangers, dat in het voorgaande seizoen degradeerde uit de Premier League.

## Interlandcarrière
Angella kwam driemaal uit voor Italië -21. Hij debuteerde op 4 september 2009 voor Italië -21 tegen Wales in Swansea.
1 Patron ·
2 Bager ·
3 Knezevic ·
4 Van Cleemput ·
5 Camara ·
6 Zorgane ·
7 Mbenza ·
8 Guiagon ·
9 Dabbagh ·
10 Badji ·
12 Closset ·
13 Benbouali ·
15 Dragsnes ·
16 Koffi ·
17 Bernier ·
18 Heymans ·
19 Štulić ·
21 Andreou ·
22 Trebel ·
25 Marcq ·
26 Ilaimaharitra  ·
27 Monticelli ·
29 Rogelj ·
32 Boukamir ·
37 Dari ·
42 Lutte ·
44 Morioka ·
55 Delavallée ·
66 Ozornwafor ·
80 Sylla ·
98 Petris ·
Coach: De Mil